# Химасора
Химасора — река в России, протекает на востоке Плесецкого района Архангельской области.
Исток лежит к западу от болота Рябиновое, устье реки находится в 61 км по правому берегу реки Мягдома. Длина реки — 18 км.

## Данные водного реестра
По данным государственного водного реестра России относится к Двинско-Печорскому бассейновому округу, водохозяйственный участок реки — Северная Двина от впадения реки Вага и до устья, без реки Пинега, речной подбассейн реки — Северная Двина ниже места слияния Вычегды и Малой Северной Двины. Речной бассейн реки — Северная Двина.